# Kolodeajne, Kobeleakî
Kolodeajne (în ucraineană Колодяжне) este un sat în comuna Butenkî din raionul Kobeleakî, regiunea Poltava, Ucraina.

## Demografie
Componența lingvistică a localității Kolodeajne
     Ucraineană (76,24%)
     Rusă (17,68%)
     Română (3,87%)
Conform recensământului din 2001, majoritatea populației localității Kolodeajne era vorbitoare de ucraineană (76,24%), existând în minoritate și vorbitori de rusă (17,68%) și română (3,87%).